# Paul Johann Anselm von Feuerbach
Paul Johann Anselm Ritter von Feuerbach (Hainichen, 14 de novembro de 1775 – Frankfurt am Main, 29 de maio de 1833) foi um jurista alemão. Foi o fundador da moderna doutrina do direito penal da Alemanha, com a teoria da dissuasão psicológica; foi o autor do Código Penal da Baviera de 1813. Tornou-se mundialmente famoso por ter sido o tutor legal de Kaspar Hauser, sobre quem publicou em 1832 o livro "Kaspar Hauser. Beispiel eines Verbrechens am Seelenleben des Menschen" (Kaspar Hauser. Exemplo de um crime na vida mental do homem, em livre tradução).

## Biografia
Paul Johann Anselm von Feuerbach foi o primeiro filho de Sophie Sibylle Christina Krause e de Johann Anselm Feuerbach, nascido fora do casamento em Hainichen, em Jena. Após a conclusão dos estudos paternos, que cursava Direito na Universidade de Giessen, a família mudou-se para Frankfurt am Main, onde o pai exerceu a advocacia. Anselm von Feuerbach cursou ali o ensino médio. A partir de 1792 estudou Filosofia na Universidade de Jena, e depois Direito. Publica sua Untersuchung über das Verbrechen des Hochverrats ("Investigação sobre o crime de alta traição", Erfurt, 1798) e trabalha como professor particular.
Em 1801 foi recebido na Universidade de Jena extraordinariamente como professor de Direito, por intercessão do presidente de justiça local, e logo se torna professor titular de direito feudal.
No ano seguinte leciona na Universidade de Kiel, em 1804 muda-se para a Universidade de landshut, onde foi contratado para elaborar o Código Penal da Baviera. Em 1805, a pedido do ministro Maximilian von Montgelas, nomeado escriturário particular do Ministério da Justiça e Departamento de Polícia de Munique e, em 1806, membro de pleno direito deste departamento e em 1808 nomeado Conselheiro Particular. Em 1806 elaborou seu projeto para a abolição da tortura, primeiro passo para eliminar as deficiências da justiça penal bávara.
A melhoria mais importante na administração da justiça foi contudo o seu novo Código Penal do Reino da Baviera (Strafgesetzbuch für das Königreich Bayern - Munique, 1813). Recebeu algumas alterações em 13 de maio de 1813, mas obteve aprovação real e teve aplicação em Saxe-Weimar-Eisenach, Württemberg e noutros estados em que serviu como lei base, e feito em livro foi traduzido para o sueco. Para a Baviera este diploma significou a humanização da justiça penal e abolição formal da tortura.
Feuerbach trabalha a partir de 1807, sob comando real, um código civil para a Baviera com base no Código de Napoleão que, de 1808 a 1809 foi publicado, mas que não entrou em vigor.
Em 1812 é-lhe atribuída a edição do Codex Maximilianeus junto ao Barão de Aretino e do Staatsrat von Gönner.
Durante a restauração da independência nacional expressou Feuerbach seu nacionalismo em várias publicações, notadamente em seu Über deutsche Freiheit und Vertretung deutscher Völker durch Landstände (Sobre a Liberdade Alemã e Representação do Povo Alemão em Estados" - Leipzig 1814). Neste ano se tornou segundo Presidente da Corte de Recursos em Bamberg, em 1817 foi primeiro Presidente de Apelações em Ansbach e em 1821 promovido à nobreza do Estado.

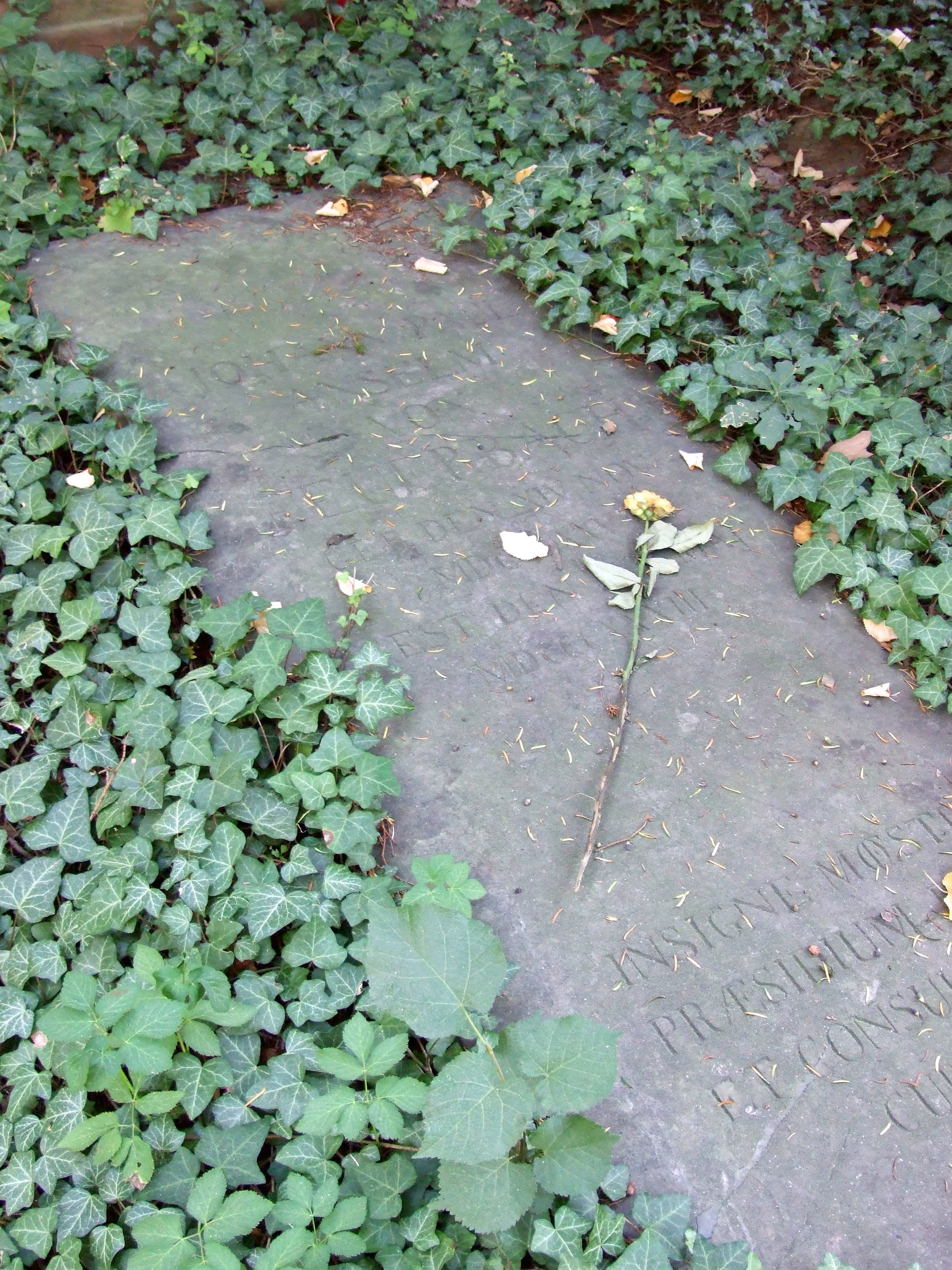
Túmulo em Frankfurt

Durante um piquenique em Königstein, Feuerbach passa mal e morre a 29 de maio de 1833 em Frankfurt am Main, sendo sepultado no cemitério principal.
Von Feuerbach deixou cinco filhos homens, que se distinguiram em diversas atividades científicas, e três filhas:
- Joseph Anselm Feuerbach (1798–1851), arqueólogo e filólogo; cujo filho foi o pintor Anselm Feuerbach (1829–1880);
- Karl Wilhelm Feuerbach (1800–1834), matemático;
- Eduard August Feuerbach (1803–1843), advogado e jurista;
- Ludwig Andreas Feuerbach (1804–1872), filósofo e antropólogo;
- Friedrich Heinrich Feuerbach (1806–1880), filólogo e filósofo;
- Rebekka Magdalena, chamada Helene, Feuerbach, divorciada (nome de casada Dobeneck) (1808–1891);
- Leonore Feuerbach (1809–1885);
- Elise Feuerbach (1813–1883).

## Escritos
- Feuerbach, Paul Johann Anselm, Ritter von: The Wild Child The unsolved mystery of Kaspar Hauser. Traduzido do alemão com introdução por Jeffrey Moussaieff Masson/ NY Free Press 1997 1st ppb ptg ISBN 0-684-83096-5
- Paul Johann Anselm von Feuerbach/Gerold Schmidt, "Alltag im Alten Bayern", Norderstedt (Books On Demand GmbH) 2006, 357 páginas (com registro local e índice de nomes) ISBN 978-3-8334-6060-9